# La Lanterne du diable
Pour plus de détails, voir Fiche technique et Distribution.
La Lanterne du diable (titre original : La lanterna del diavolo) est un film italien réalisé par Carlo Campogalliani, sorti en 1931. 
Le film raconte les amours tourmentées d’un chef de bande et d’une jeune fille. 

## Fiche technique
- Titre français : La Lanterne du diable[1]
- Titre original : La lanterna del diavolo
- Réalisation : Carlo Campogalliani
- Scénario : Gian Bistolfi
- Photographie : Anchise Brizzi, Gioacchino Gengarelli
- Montage : Giuseppe Fatigati
- Musique : Ettore Montanari
- Production : Società Italiana Cines
- Pays d'origine :  Royaume d'Italie
- Format : Noir et blanc — 35 mm — 1,37:1 — Son : Mono
- Genre : Film dramatique
- Durée : 70 minutes
- Dates de sortie :
  - Royaume d'Italie : octobre 1931
  - France : 1935[1]

## Distribution
- Nella Maria Bonora
- Donatella Neri
- Carlo Gualandri (it)
- Letizia Quaranta
- Carlo Tamberlani
- Raimondo Van Riel (it)
- Guido Celano
- La Baiocchi
- Alfredo Martinelli